# Labeo lineatus
Labeo lineatus là một loài cá vây tia thuộc họ Cyprinidae.
Loài này chỉ có ở Tanzania.
Môi trường sống tự nhiên của chúng là sông ngòi và hồ nước ngọt.